# Journal of Computational Geometry
Pour les articles homonymes, voir Computational geometry (homonymie).
Le Journal of Computational Geometry (abrégé en J. Comput. Geom.) est une revue scientifique d'accès libre créée en 2010 et qui couvre tous les aspects de la géométrie algorithmique. Les directeurs de publication sont Kenneth L. Clarkson (en) et Günter Rote. Tous les articles sont publiés librement par les auteurs et lecteurs, sous une licence Creative Commons Attribution.
En plus de ses articles régulièrement publié, le journal depuis 2014, publie des articles du Symposium on Computational Geometry annuel dans un numéro spécial.
Le journal est indexé par Zentralblatt MATH, MathSciNet, et Emerging Sources Citation Index (en).